# Hutcheson-Nunatakker
Die Hutcheson-Nunatakker sind eine kleine Gruppe von Nunatakkern im westantarktischen Marie-Byrd-Land. Sie ragen entlang der Nordflanke des Balchen-Gletschers auf halbem Weg zwischen den Phillips Mountains und dem Abele-Nunatak auf. 
Entdeckt und kartografisch erfasst wurden sie durch den United States Antarctic Service zwischen 1939 und 1941. Das Advisory Committee on Antarctic Names benannte sie 1966 nach Guy Carlton Hutcheson (1911–2004), Funker bei der zweiten Antarktisexpedition (1933–1935) des US-amerikanischen Polarforschers Richard Evelyn Byrd.